# Тетраиодид теллура
Тетраиодид теллура — неорганическое соединение теллура и иода с формулой TeI4, серо-чёрные кристаллы, слабо растворим в холодной воде и реагирует с горячей.

## Получение
- Действие иода на теллур:

{\displaystyle {\mathsf {Te+2I_{2}\ {\xrightarrow {}}\ TeI_{4}}}}

## Физические свойства
Тетраиодид теллура образует серо-чёрные кристаллы.
Расплав является электролитом с ионами TeI3+ и I—.

## Химические свойства
- При нагревании разлагается:

{\displaystyle {\mathsf {TeI_{4}\ {\xrightarrow {T}}\ TeI_{2}+I_{2}}}}